# Grand Prix of Portland 2006
Grand Prix of Portland 2006 var den femte deltävlingen i Champ Car 2006. Racet kördes den 18 juni på Portland International Raceway. A.J. Allmendinger hade lämnat RuSPORT efter fjärdeplatsen på Miwlaukee Mile, och flyttat till Forsythe Championship Racing, där han tog hem vinsten redan i debuten. Det bröt Sébastien Bourdais dittills totala dominans av säsongen, och även Justin Wilson lyckades besegra Bourdais i Portlands tävling. Dock slutade fransmannen på tredje plats, och tappade enbart ett fåtal poäng.

## Slutresultat
| Plats | Förare             | Team                | Grid | Kvaltid  |
| ----- | ------------------ | ------------------- | ---- | -------- |
| 1     | A.J. Allmendinger  | Forsythe Racing     | 2    | 57,639   |
| 2     | Justin Wilson      | RuSPORT             | 4    | 57,818   |
| 3     | Sébastien Bourdais | Newman/Haas Racing  | 3    | 57,646   |
| 4     | Bruno Junqueira    | Newman/Haas Racing  | 1    | 57,631   |
| 5     | Cristiano da Matta | RuSPORT             | 5    | 58,018   |
| 6     | Dan Clarke         | HVM Racing          | 6    | 58,214   |
| 7     | Paul Tracy         | Forsythe Racing     | 10   | 58,376   |
| 8     | Nelson Philippe    | HVM Racing          | 8    | 58,297   |
| 9     | Andrew Ranger      | Conquest Racing     | 13   | 58,885   |
| 10    | Oriol Servià       | PKV Racing          | 12   | 58,830   |
| 11    | Alex Tagliani      | Team Australia      | 9    | 58,328   |
| 12    | Charles Zwolsman   | Conquest Racing     | 16   | 59,315   |
| 13    | Katherine Legge    | PKV Racing          | 15   | 59,297   |
| 14    | Mario Domínguez    | Dale Coyne Racing   | 14   | 59,233   |
| 15    | Jan Heylen         | Dale Coyne Racing   | 17   | 59,589   |
| 16    | Tonis Kasemets     | Rocketsports Racing | 18   | 1.00,607 |
| 17    | Nicky Pastorelli   | Rocketsports Racing | 11   | 58,826   |
| 18    | Will Power         | Team Australia      | 7    | 58,244   |